# Gelber Rosen-Bindenspanner
Der Gelbe Rosen-Bindenspanner (Cidaria fulvata), auch als Rosenspanner bezeichnet, ist ein Schmetterling (Nachtfalter) aus der Familie der Spanner (Geometridae).

## Merkmale

### Falter
Die Falter erreichen eine Flügelspannweite von 20 bis 25 Millimetern. Sie haben gelbe oder ockergelbe Vorderflügel, deren mittleres Drittel von einer breiten rostbraunen bis violettgrauen Binde durchzogen ist. Diese zeigt einen deutlichen Zacken Richtung Saum und  ist an den Rändern dünn aufgehellt. An den Flügelspitzen ist je ein rostbrauner Strich erkennbar. Die Hinterflügel sind einfarbig weißlichgelb. 

### Raupe
Erwachsene Raupen sind durch eine hörnerartige Verdickung der ersten beiden Segmente charakterisiert. Sie sind von grüner Farbe und besitzen dünne weiße Rücken- und Nebenrückenlinien sowie gelbliche Seitenstreifen und helle Querlinien.

### Puppe
Die Puppe hat eine grüne Farbe, die am Kremaster in eine weißlichrosa Tönung übergeht.

### Ähnliche Arten
Wegen der auffälligen Zeichnung sind die Falter mit keiner anderen Gelbspannerart zu verwechseln.

## Geographische Verbreitung und Vorkommen
Die Art ist in Europa weit verbreitet, im Westen von Spanien und Frankreich bis zu  den Britischen Inseln, im Osten bis zu den mittelasiatischen Gebirgen, zum Amur und nach Kamtschatka, im Süden von Italien über die Balkanländer, Kleinasien, den Kaukasus, die Kaspische Region bis zum Pamirgebirge und Nordindien sowie im Norden bis nach Fennoskandinavien. Die Tiere bewohnen felsige Hänge, Heiden und Ödland sowie Gärten und Parkanlagen.

## Synonyme
- Phalaena fulvata Forster, 1771[1]

## Lebensweise
Die dämmerungs- und nachtaktiven Falter wurden an den Blüten von Gewöhnlichem Natternkopf  (Echium vulgare) saugend gefunden und besuchen auch künstliche Lichtquellen. Die Tiere überwintern als Ei und verpuppen sich im Juni des folgenden Jahres zwischen Blättern am Rosenstrauch.

### Flug- und Raupenzeiten
Der Gelbe Rosen-Bindenspanner bildet eine Generation im Jahr, die von Anfang Juni bis Anfang August fliegt. Die Raupen sind von Mai bis Juni anzutreffen.

### Nahrung der Raupen
Die Raupen ernähren sich von verschiedenen Rosenarten (Rosa), beispielsweise von Hunds-Rose (Rosa canina). Sie sind in Gärten auch an Edelrosen zu finden und fressen an Blättern und Blüten der Futterpflanze.

## Gefährdung
Die Art kommt in allen deutschen Bundesländern vor und wird auf der Roten Liste gefährdeter Arten als nicht gefährdet eingestuft.